# 鄭錦洲 (1914年)
鄭錦洲（1914年—2005年），台南縣人，台湾电影人。

## 生平
出生於台南電影世家。母親曾在台北經營芳乃館（今國賓戲院前身），弟弟鄭錦文經營大同公司也製作台語片如《桃花過渡》(1956)等。1932年，隨父親前往上海做生意，首度接觸電影發行事業。二戰後，創立大來影業社，原是以進口中國及香港影片為主。台語片興起後，除了原本的發行業務外，也開始攝製台語片。早期以製作歌仔戲團演出的武俠傳奇類型片聞名，如《慈雲太子走國》(1957)、《女俠夜明珠》(1961)等。亦曾與大光明戲院股東合資，至香港拍攝廈語片，不過賣座並不理想。總計攝製近百部台語片，對台灣影業發展不遺餘力。2000年，獲得第37屆金馬獎終身成就特別奬。

## 外部連結
- 鄭錦洲在香港影庫上的簡介
- 鄭錦洲在时光网上的簡介（简体中文）